# Ле Казете (Терамо)
Ле Казете (итал. Le Casette) је насеље у Италији у округу Терамо, региону Абруцо.
Према процени из 2011. у насељу је живело 13 становника. Насеље се налази на надморској висини од 269 м.